# Мухтар (Карагандинская область)
Мухтар (каз. Мұқтар) — село в Шетском районе Карагандинской области Казахстана. Входит в состав Бурминского сельского округа. Код КАТО — 356445300.

## Население
В 1999 году население села составляло 364 человека (179 мужчин и 185 женщин). По данным переписи 2009 года, в селе проживали 252 человека (138 мужчин и 114 женщин).